# Stadion Teddy
Stadion Teddy (hebr. אצטדיון טדי) − stadion w Izraelu, w mieście Jerozolima. Został zbudowany w roku 1990, lecz oddany do użytku dopiero dwa lata później. Gospodarzami obiektu są drużyny - Beitar Jerozolima i Hapoel Jerozolima. Stadion może pomieścić 31 733 widzów. Jego patronem jest były burmistrz Jerozolimy - Teddy Kollek za kadencji którego zbudowano stadion.
Początkowo (przy oddaniu do użytku) na stadionie zostały zbudowane tylko dwie trybuny - wschodnia i zachodnia. Pojemność stadionu wynosiła wtedy 17 000 miejsc. W roku 1997 ukończona została budowa trybuny północnej, która doskonale wkomponowała się w już istniejące i powiększyła zarazem pojemność stadionu do 31 733 krzesełek. Pod stadionem znajduje się 5 000 miejsc parkingowych.
Stadion ten jest jednym z najnowocześniejszych obiektów tego typu w Izraelu. Również jako jeden z niewielu stadionów w tym kraju spełnia wymagania UEFA.